# Ahja (Fluss)
Die Ahja (estnisch Ahja jõgi; deutscher Name: Aya) ist ein Fluss im Südosten Estlands.

## Verlauf
Der Fluss beginnt beim See Erastvere (16,3 Hektar) auf dem Höhenzug von Otepää. Er mündet nach 95 Kilometern in den Emajõgi (deutsch Embach), ca. 8,8 km bevor dieser in den Peipussee fließt. Der Fluss legt ein Gefälle von 87,6 m zurück. Sein Einzugsgebiet umfasst 1073 km².
Die rechten Nebenflüsse der Ahja sind Lutsu und Orajõgi, die linken Nebenflüsse Hilba und Leevi.

## Geografie
Am Unterlauf ist die Ahja schiffbar. Auf etwa halber Strecke wurde 1951 das Wasserkraftwerk von Saesaare errichtet. Am Oberlauf des Flusses befindet sich das Landschaftsschutzgebiet von Tilleoru (1,9 km², Lage). Zwischen den Dörfern Koorvere und Valgesoo befindet sich auf einer Strecke von 18 km das Landschaftsschutzgebiet des Ahja-Urstromtals (10,4 km²).

## Ökosystem
Die Ahja ist einer der fisch- und artenreichsten Flüsse Estlands (besonders Bachforelle, Regenbogenforelle, Äsche, Hecht, Rotauge, Döbel, Hasel, Elritze, Rotfeder, Gründling, Ukelei, Schneider, Brachse, Quappe, Neunstachliger Stichling und Kaulbarsch). Es wurden 34 verschiedene Pflanzenarten nachgewiesen.

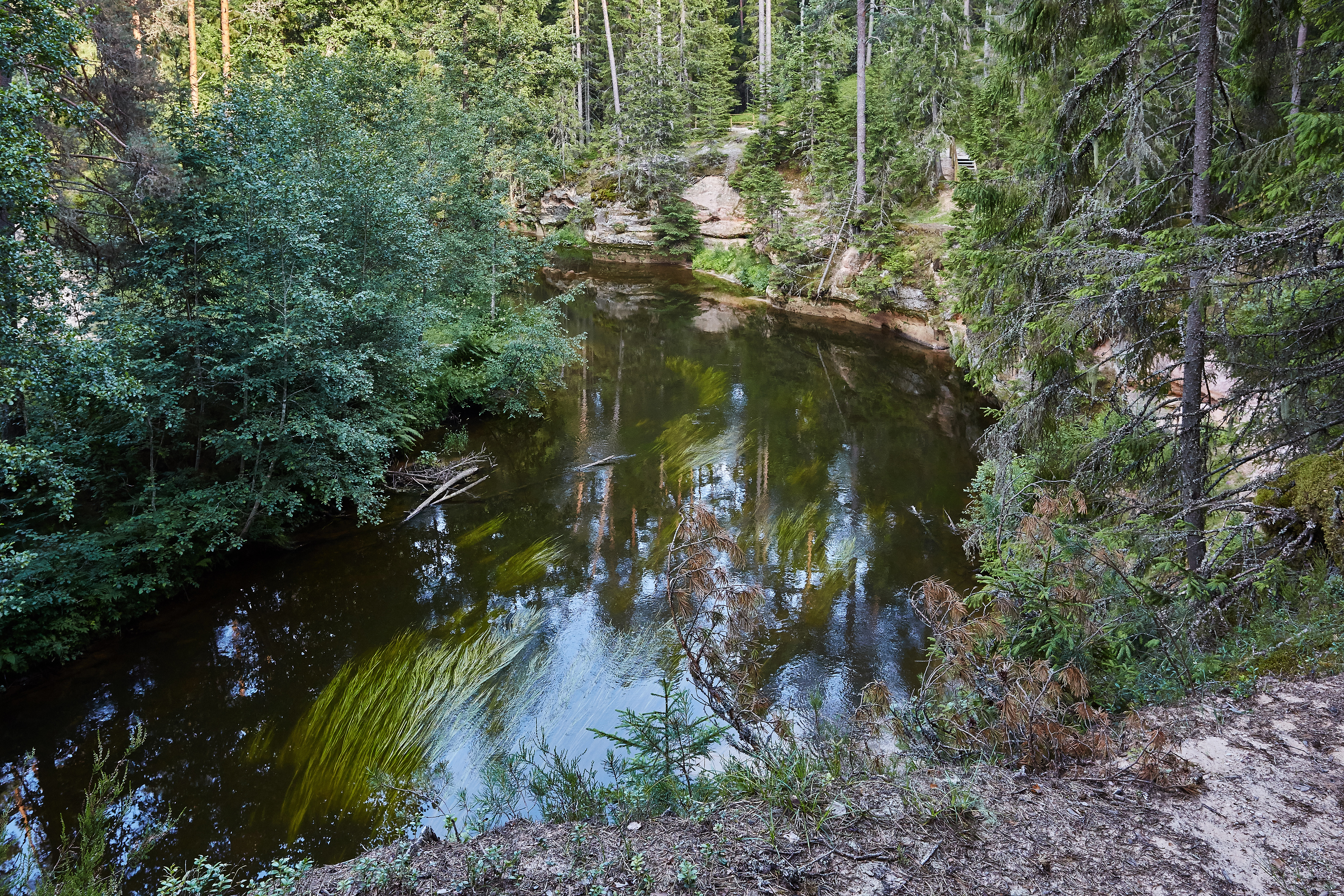
Väike Taevaskoda (2013)
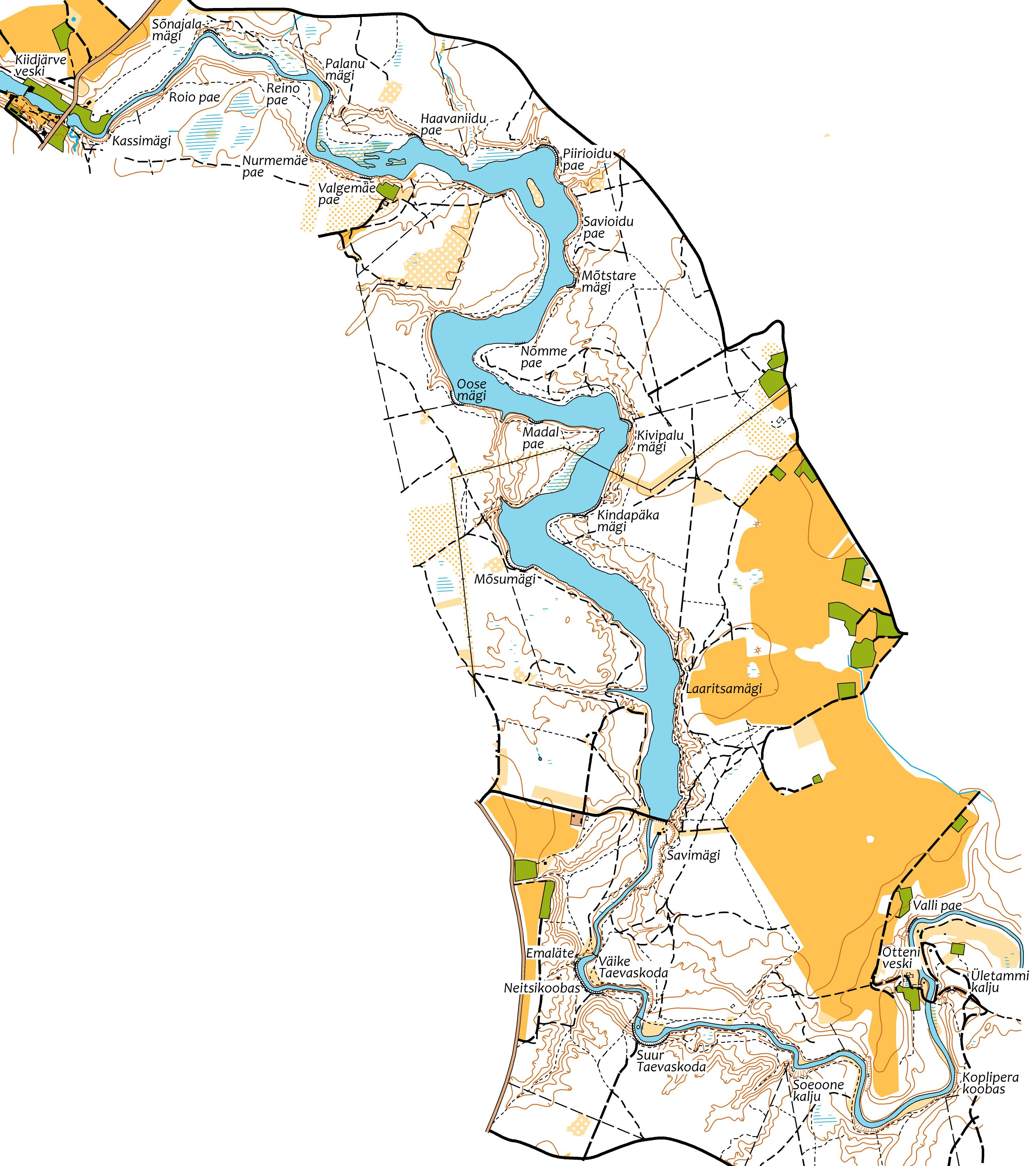
Kartenausschnitt
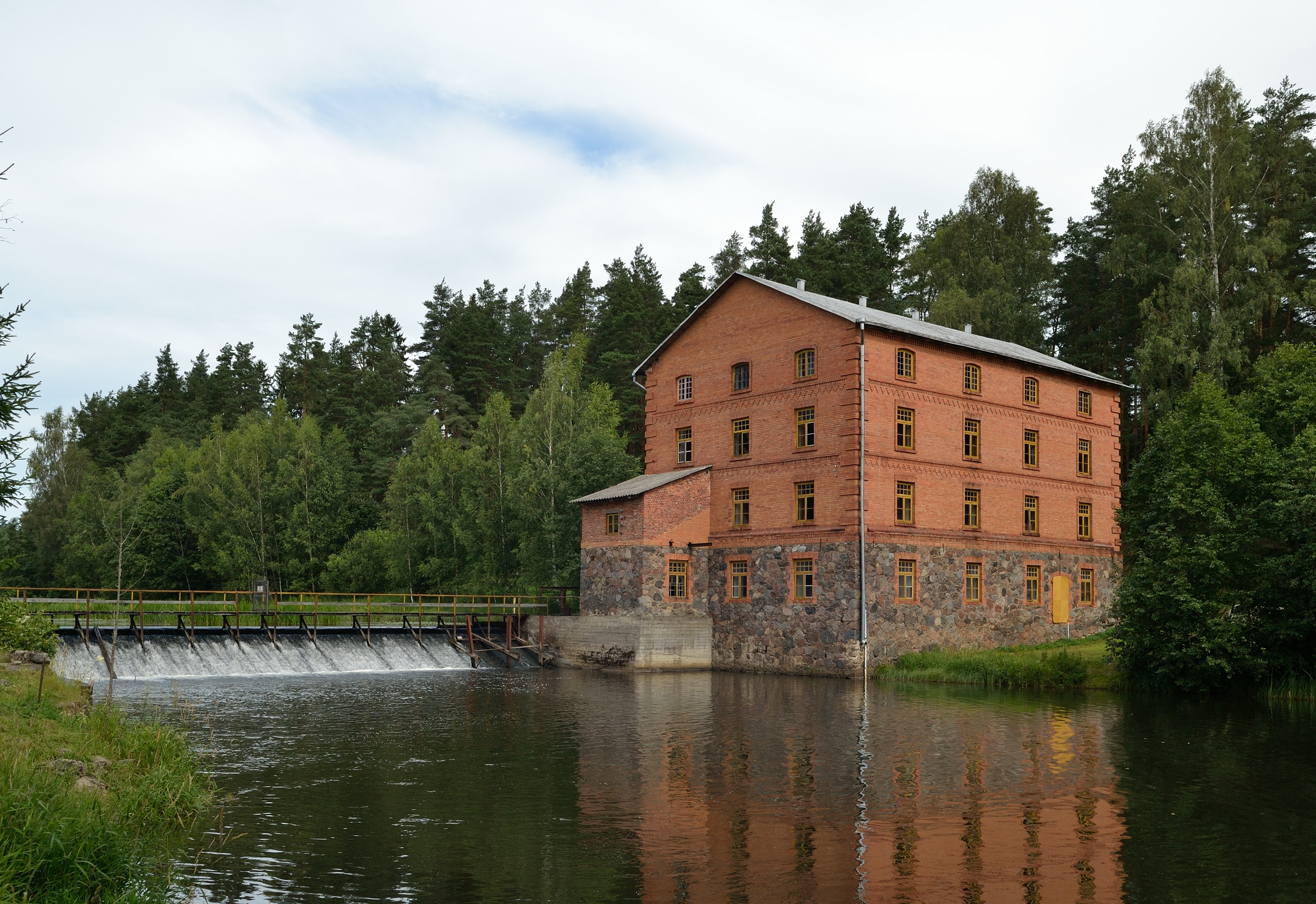
Wassermühle bei Kiidjärve
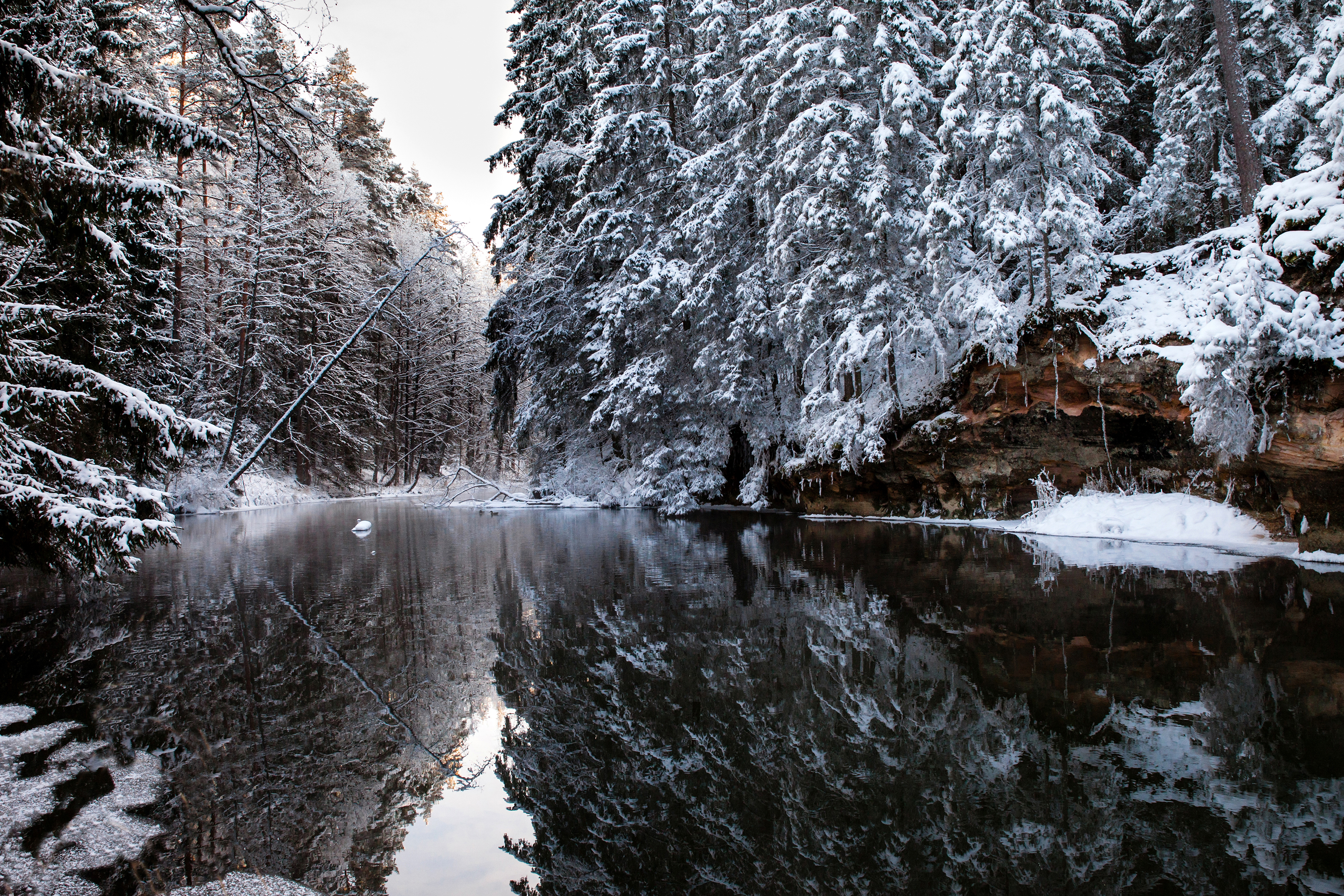
Ahja im Winter